# Burt Lancaster
Burton Stephen "Burt" Lancaster, född 2 november 1913 i New York, död 20 oktober 1994 i Century City i Los Angeles i Kalifornien, var en amerikansk skådespelare och filmproducent. Lancaster var till en början främst känd för att spela "tuffa killar" men gick sedan vidare till att med framgång spela alltmer komplexa och utmanande roller. Under 1950-talet var hans produktionsbolag Hecht–Hill–Lancaster mycket framgångsrikt och gjorde filmer som Trapets (1956), Segerns sötma (1957), Ubåt anfaller (1958) och Vid skilda bord (1958). American Film Institute rankade Lancaster som nr 19 på sin lista över de största stjärnorna från den klassiska Hollywood-eran.

## Biografi
Burt Lancaster var son till  Elizabeth (Roberts) och James Henry Lancaster. Burt Lancaster växte upp i det tuffa slumdistriktet East Harlem på Manhattan i New York, och brukade själv säga att han lärde sig slåss innan han lärde sig att gå. Han var duktig i idrott, speciellt basket, och hoppade av högskolestudierna för att uppträda som akrobat på cirkus.
Under andra världskriget tjänstgjorde Burt Lancaster i Nordafrika och Italien. Väl återkommen i USA upptäcktes han av en slump 1945 i en hiss av en scenproducent och fick en roll i teaterpjäsen The Sound of Hunting. Pjäsen lades ned efter tre veckor men det var tillräckligt för att Lancaster skulle bli "upptäckt" av Hollywood.
Filmdebut 1946 i Hämnarna som gjorde honom till stjärna över en natt. Han kom sedan dess att spela såväl äventyrs- som karaktärsroller. Hans kärleksscen mot Deborah Kerr på stranden i Härifrån till evigheten (1953) tillhör klassikerna inom filmen.
1960 vann Lancaster en Oscar för bästa manliga huvudroll, för sin roll som väckelsepredikant i Elmer Gantry.
År 1990 drabbades Lancaster av ett slaganfall; han avled 80 år gammal efter att ha legat i koma en längre tid.
Han var gift med June Ernst, Norma Anderson (paret hade fem barn) och Susan Martin (fram till sin död).

## Filmografi i urval
Rollmedverkan, om inget annat anges.
- 1946 – Hämnarna
- 1947 – Med våldets rätt
- 1948 – Jag kämpar ensam
- 1948 – Alla mina söner
- 1948 – Ursäkta, fel nummer!
- 1949 – På liv och död
- 1950 – Höken och pilen
- 1951 – Hämndens dal
- 1951 – Olympiadens hjälte
- 1952 – Kom tillbaka, lilla Sheba
- 1952 – Röde piraten (även produktion)
- 1953 – Härifrån till evigheten
- 1954 – Vera Cruz (även produktion)
- 1954 – Apache (även produktion)
- 1955 – Den tatuerade rosen
- 1955 – Mannen från Kentucky (även regi)
- 1955 – Marty (endast produktion)
- 1956 – Trapets (även produktion)
- 1956 – Regnmakaren
- 1957 – Segerns sötma (även produktion)
- 1957 – Sheriffen i Dodge City
- 1958 – Ubåt anfaller
- 1958 – Vid skilda bord
- 1959 – Djävulens lärjunge
- 1960 – Elmer Gantry
- 1960 – The Unforgiven (även produktion)
- 1961 – Dom i Nürnberg
- 1961 – Unga vildar
- 1962 – Fången på Alcatraz
- 1963 – Leoparden
- 1963 – Dödslistan
- 1963 – Ett väntande barn
- 1964 – Tåget
- 1964 – 7 dagar i maj
- 1965 – Hallelujatåget
- 1966 – De professionella
- 1968 – Avslöjad
- 1968 – Skalpjägarna (även produktion)
- 1969 – Fästningen i Ardennerna
- 1969 – De dödsföraktande
- 1970 – Airport – flygplatsen
- 1971 – Lagens män
- 1971 – Valdez (även produktion)
- 1972 – Ulzana's Raid (även produktion)
- 1973 – Scorpio
- 1973 – Tre skott i Dallas - presidentmordet
- 1974 – En gång snut, alltid snut
- 1974 – Våld och passion
- 1976 – 1900
- 1976 – På andra sidan bron
- 1976 – Buffalo Bill och indianerna
- 1977 – Förvandlingens ö
- 1977 – Raketbas 3
- 1978 – Siste utposten
- 1979 – Striden i gryningen
- 1980 – Atlantic City, U.S.A.
- 1983 – Local Hero – byns hjälte
- 1983 – The Osterman Weekend
- 1986 – Hårda grabbar
- 1988 – Rocket Gibraltar
- 1989 – Drömmarnas fält
- 1990 – Fantomen på Stora operan (TV-serie)
- 1991 – Skilda världar (TV-film)